# Mizanur Shamim
Mizanur Rahman Shameem (em bengali:  মিজানুর রহমান শামীম) é um tenente-general do Exército do Bangladesh e atualmente é Oficial Principal do Estado-Maior do Gabinete do Primeiro Ministro, Divisão das Forças Armadas. Antes disso, atuou como Oficial-General Comandante (GOC) da 9ª Divisão de Infantaria e Comandante de Área da Área de Savar. Antes de ingressar na nomeação atual, ele serviu como GOC da 24ª Divisão de Infantaria e Comandante de Área, Área de Chattogram. Ele também atuou como Diretor Geral do Bangladesh Ansar e do Partido de Defesa de Aldeia. Ele também serviu como GOC da 19ª Divisão de Infantaria e Comandante de Área, Área de Ghatail. Ele serviu como Diretor de Inteligência de Segurança Nacional (NSI) e comandou uma brigada de infantaria em Bogura. Ele ganhou uma condecoração de bravura - a Bir Protik - pela condução de uma operação nas áreas da Colina de Chittagong.

## Carreira
Shamim foi o Oficial-General Comandante (em inglês:  General Officer Commanding, GOC) da 19ª Divisão de Infantaria em 2019. Ele era o Comandante da Área Ghatail do Exército do Bangladesh. Ele supervisionou um exercício conjunto dos exércitos Indiano e do Bangladesh.
Shamim foi nomeado Diretor-Geral da Guarda de Bangladesh e do Partido de Defesa de Aldeia em 29 de julho de 2020. Ele substituiu o Major-General Kazi Sharif Kaikobad. Em 19 de julho de 2022, ele foi destacado para a 24ª Divisão de Infantaria como GOC e Comandante de Área da Área de Chattogram.

## Vida pessoal
O General Shameem é casado com Rehana Parveen Mukti. Ele é pai de uma filha e de um filho.